# بانک اطلاعات فیلم ژاپنی
بانک اطلاعات فیلم ژاپنی که به‌اختصار، JMDB نیز خوانده می‌شود، یک پایگاه دادهٔ برخط و برون‌خط است که اطلاعاتی دربارهٔ سینمای ژاپن، هنرپیشه‌ها و سازندگان فیلم‌ها ارائه می‌دهد. این بانک اطلاعات، شباهت زیادی با بانک اطلاعات اینترنتی فیلم‌ها دارد، با این تفاوت که فقط فیلم‌های ارائه‌شده در ژاپن را فهرست می‌کند. این وب‌گاه در سال ۱۹۹۷ میلادی آغاز به کار کرد و دربرگیرندهٔ فیلم‌های سال‌های ۱۸۹۹ میلادی تا کنون است.